# Smith, Nevada
Smith é uma pequena vila e comunidade não incorporada, na região censitária de Smith Valley,   condado de Nevada, estado de Nevada, nos Estados Unidos. O seu nome deriva de uma família com esse apelido que povoou o local em 1859 

## Transportes
O serviço aéreo está localizado no Rosaschi Air Park.